# Amt Heldrungen
Das Amt Heldrungen war eine Verwaltungseinheit des im 16. Jahrhundert an das Kurfürstentum (ab 1806 Königreich) Sachsen gefallenen Teiles der Grafschaft Mansfeld. Es bestand bis zur Auflösung des Amtes 1815/21.

## Geschichte
Die 1128 erstmals urkundlich erwähnten Herren von Heldrungen waren mit großer Wahrscheinlichkeit die Erbauer der Burg Heldrungen in dem an der Schmücke im nordöstlichen Thüringen gelegenen Heldrungen. Als letzte Vertreter ihres Adelsgeschlecht werden Friedrich, Edler Herr von Heldrungen († 1413), der Edle Heinrich von Heldrungen 1417 und Agnes, Edle von Heldrungen 1430 erwähnt. Wegen der Unterstützung der aufständischen Flegler im Fleglerkrieg wurde Friedrich V. von Heldrungen 1412 durch Markgraf Wilhelm II. von Meißen der Herrschaft Heldrungen enthoben. Im Folgejahr wurde er von einigen Bauern aus Mackenrode erstochen. Mit Friedrichs Söhnen scheint das Geschlecht der Herren von Heldrungen um 1443 erloschen zu sein.
Die Herrschaft Heldrungen mit Wiehe kam am 8. Januar 1413 an Graf Heinrich von Hohnstein. Die Grafen von Hohnstein blieben jedoch nur bis 1484 im Besitz der Herrschaft. Bereits Heinrichs Sohn Johann von Hohnstein-Heldrungen verkaufte Schloss und Herrschaft Heldrungen für 18.000 rheinische Gulden an die Grafen von Mansfeld, die letzten Herren zu Heldrungen.
Die Herrschaft Heldrungen wurde in ein mansfeldisches Amt umgewandelt. Nachdem es 1569 unter kursächsisches Sequester gestellt worden war, wurde es 1632 förmlich in Besitz genommen und mit Querfurt vereinigt.
Nach dem Wiener Kongress von 1815 fiel das Amt Heldrungen komplett an das Königreich Preußen und wurde Teil des neugebildeten Herzogtums Sachsen mit Merseburg als neuem Regierungssitz. Das Herzogtum wurde 1816 auf die preußischen Provinzen Brandenburg, Schlesien und Sachsen verteilt, zu dessen Regierungsbezirk Merseburg das frühere Amtsgebiet von Heldrungen fortan gehörte.

## Orte des Amtes Heldrungen
- Heldrungen
- Braunsroda
- Bretleben
- Harras (seit Ende des 16. Jh.)
- Hauteroda (seit 1567)
- Oberheldrungen
- Reinsdorf
- mehrere Wüstungen zwischen Sachsenburg, Heldrungen und Artern